# Reacciones de aldehídos
Las reacciones de aldehídos son las reacciones químicas en las que participan los aldehídos y que permiten su transformación en otros compuestos orgánicos.

## Reacciones de aldehídos

### Oxidación
Al reaccionar con un oxidante fuerte como el permanganato de potasio (KMnO4), el trióxido de cromo en medio ácido (CrO3 / H3O+) o el reactivo de Tollens ([Ag(NH3)2]NO3) se produce un ácido carboxílico. 
La Reacción de Angeli-Rimini produce ácidos hidroxámicos a partir de aldehídos. Existen otros reactivos que tienen aplicaciones principalmente analíticas, como el reactivo de Fehling y el reactivo de Benedict. 

### Reducción
Por reducción con hidruro de aluminio y litio o borohidruro de sodio en etanol se obtiene un alcohol primario.

### Hidratación
En medio acuoso forma un hidrato que por deshidratación puede ser transformado nuevamente en aldehído.

### Acetilación
En medio alcohólico ocurre la acetilación del carbonilo, el cual dependiendo de la concentración del alcohol puede ser hemiacetal o diacetal. El aldehído puede ser obtenido nuevamente por hidrólisis ácida de los acetales.

### Reacción con reactivos de Grignard
En presencia de reactivos de Grignard ocurre la adición nucleofílica (AN) del alquiluro sobre el carbono carbonílico produciéndose de esta manera un alcohol secundario.

### Reacción de Wittig
La reacción con reactivos de Wittig producen alquenos.

### Condensación aldólica
En medio básico se produce la condensación aldólica formándose β-hidroxialdehídos; en medios ácidos a altas temperaturas se produce la hidrólisis del compuesto formándose aldehídos α,β insaturados.

### Adición de cianuro
Por reacción de cianuro de sodio en exceso en medio ácido (reacción altamente peligrosa) se produce las cianhidrinas; las cuales, mediante su hidrólisis básica a altas temperaturas producen los α-hidroxiácidos.
=== Formación de enaminas===sustitución nucleofílica (SN o AN+E) de aminas disustituídas en medio ácido se producen enaminas.333

### Formación de iminas
La reacción con aminas disustituídas en medio ácido produce iminas.

La reacción con hidroxilamina en medio ácido produce oximas.

### Formación de hidrazonas
La reacción con hidrazina en medio ácido produce hidrazonas.

### Reducción de Wolff-Kishner
Por reacción con hidrazina en medio básico con dimetil sulfóxido (DMSO) se produce la reducción del aldehído a alcano.

### Formación de semicarbazonas
La reacción con semicarbazida en medio ácido produce semicarbazonas.

### Reacción de Betti
La Reacción de Betti es una reacción orgánica entre un aldehído, una amina aromática primaria y un fenol donde se obtiene como producto un α-aminobencilfenol. La reacción de Betti es un caso especial de la reacción de Mannich.

## Reacciones de caracterización de aldehídos
Las reacciones de caracterización de aldehídos permiten identificar el grupo formilo en los compuestos orgánicos.

### Reacción Schiff
El reactivo de Schiff reacciona con el grupo formilo formando un compuesto coloreado azul-violeta.

### Reacción de Tollens
En presencia del reactivo de Tollens (nitrato de plata amoniacal) se produce la oxidación del aldehído a carboxilato de amonio y la precipitación de plata elemental, produciéndose la formación de un espejo en la superficie del recipiente de la reacción.

### Reacción con 2,4-DNFH
La 2,4-dinitrofenilhidrazina reacciona con el grupo formilo formando un precipitado amarillo, naranja o rojo.